# Sonohra

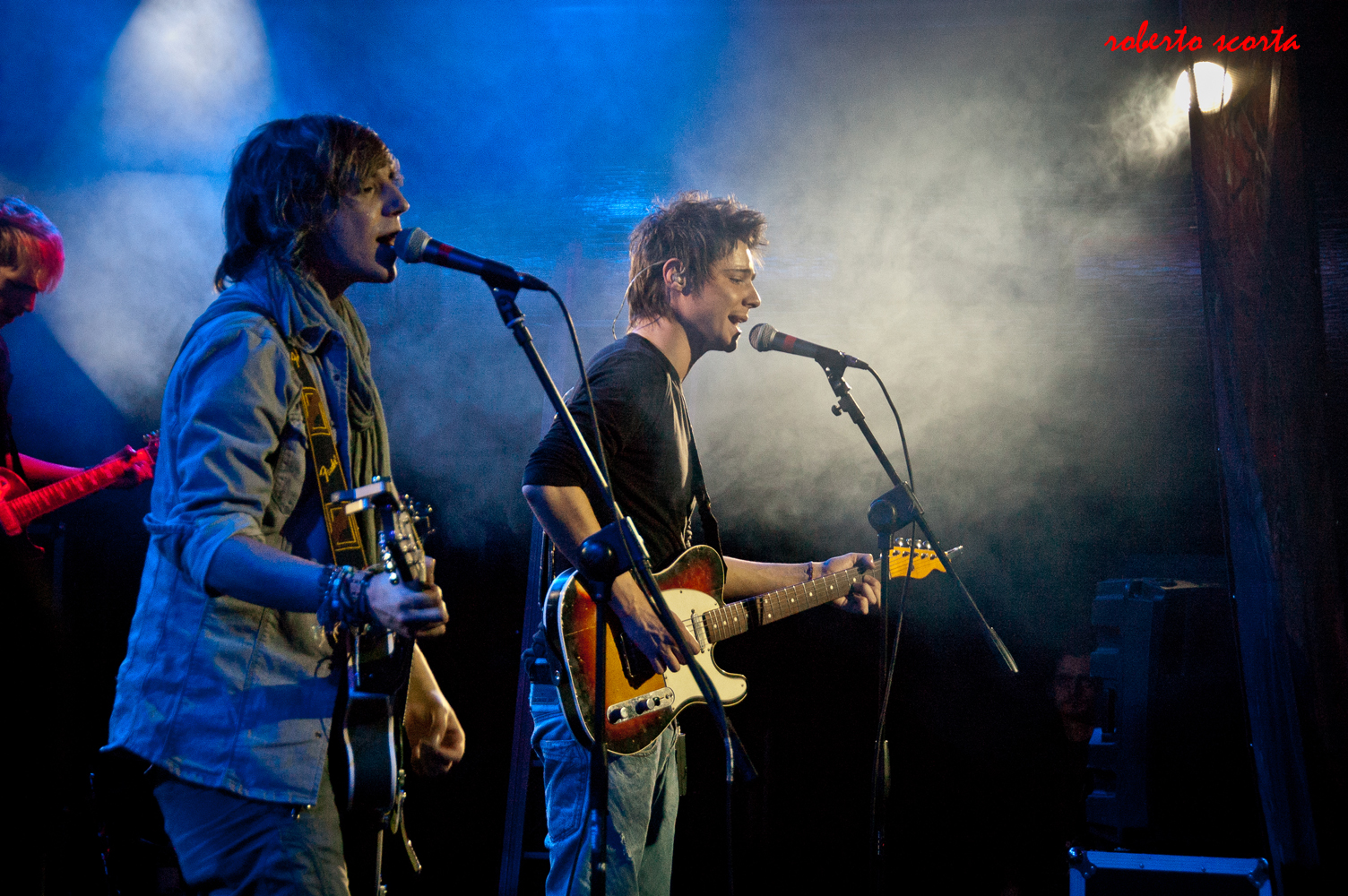
Sonohra, concierto en Xroads Live Club, 2010

Sonohra es un dueto italiano constituido por los hermanos Luca Fainello y Diego Fainello, oriundos de la ciudad de Verona. Ellos fueron los ganadores debutantes de la edición 2008 del Festival de la Canción de San Remo en Italia. Se dieron a conocer en Latinoamérica al lanzar su álbum debut Libres, el cual es la versión en español de Liberi da sempre, álbum con el cual obtuvieron mucho éxito en Italia. Ellos cantan sus canciones en italiano, español e inglés.

## Biografía

### Comienzos
Luca (27 de febrero de 1982) y Diego Fainello (27 de noviembre de 1986) son dos hermanos que nacieron en una familia de artistas en Verona, Italia. Su padre era fotógrafo artístico y bajista en una banda, su madre era cantante y su abuelo, violinista, lo cual le aportó a los chicos un modelo artístico durante su niñez y juventud. Esta formación desde casa se concretó en la Academia de Arte de Verona. Luca, siendo el mayor, fue el primero en seriamente escoger la música cómo camino a seguir. Su decisión en cierta forma fue el mayor catalizador para Diego, gradualmente llevándolo en la misma dirección. Al principio se dieron a conocer bajo el nombre Prince of Galles, y más tarde bajo el nombre 2ttO (con 14 y 18 años respectivamente) cuando cantaron el tema del programa infantil UFO Baby y paralelamente lanzaron en el año 2003 un sencillo llamado Grido e canto. Ya más adultos, con 24 y 20 años, los jóvenes cambian su nombre por Domino y graban la canción Come tu mi vuoi, coproducida por Roberto Casini, y para la cual lanzaron su primer videoclip. Antes y durante sus estudios superiores en el Liceo Artístico Estatal Umberto Boccioni (actual Instituto de Arte "Napoleone Nani"), solían tocar en bares de su ciudad natal Verona canciones de intérpretes famosos como Bryan Adams, Bon Jovi, B.B. King, Dire Straits, entre otros.

### Carrera profesional

#### 2008
Una día tocando en un pub de Lago de Garda un productor que los escuchó se interesó en ellos y decidió arriesgarse y grabar sus canciones (las cuales se encuentran en el disco Liberi da sempre). El disco se presentó a la casa disquera Sony BMG Italia, y fue ahí cuando obtuvieron su primer contrato discográfico. Entre las canciones del disco se encuentra L'amore, la cual en 2007 una chica inglesa en una gira en Venecia los inspiró a escribir (cuando todavía se llamaban Domino). Esta fue producida por Roberto Tini como el resto de sus canciones. Y con esta canción, después de otro cambio de nombre (ahora Sonohra), en febrero de 2008 decidieron tomar parte en el Festival de la Canción de San Remo, un concurso de música italiana de la ciudad de San Remo en la categoría juvenil. La noche de su presentación Sonohra dio una actuación acompañados de la orquesta del maestro Carlo Cantini. Tal vez con la misma intensidad y deseo que años anteriores quisieron tener un momento como éste. Y antes de que el festival concluyera, el dúo debutante resultó coronado Mejor artista revelación, dando lugar a una explosión de popularidad difícil de articular. El 29 de febrero de 2008 fue publicado su álbum Liberi da sempre enviando a Luca y a Diego en una gira gigantesca por todas las tiendas principales de Italia que arrasó como un gran fuego.
Después de ganar en la categoría Mejor Artista Nuevo el 15 de mayo de 2008 en los Premios TRL (2008) en Nápoles, al día siguiente fue lanzado su segundo sencillo Love Show de su álbum debut. Finalmente, el tercer sencillo Salvami fue publicado el 5 de septiembre. La canción se trata de un buen amigo que los hermanos perdieron en un accidente de tráfico.
Además ganaron en las categorías de Mejor Banda y Mejor Artista Nuevo en los Nickelodeon's Kids Choice Awards italianos (para el cual hicieron la canción tema con Love Show cambiando la letra) y fueron nombrados en la categoría de Mejor Acto Italiano en los MTV Europe Music Awards.
En noviembre de 2008 salió su primer CD/DVD en vivo con el nombre Sweet Home Verona que se llevó a cabo el 6 de septiembre en el Teatro Romano. Las canciones en este CD/DVD son acompañadas solo por una orquesta de instrumentistas de cuerda y violines. El DVD los colocó de golpe en el primer lugar de los DVD-Charts italianos como también entre el Top 30 de los Album-Charts.

#### 2009
El 17 de marzo de 2009 salió en Latinoamérica Libres, la versión en español del álbum Liberi da sempre. Para la grabación de este disco contaron con la ayuda y apoyo de una intérprete española. Ellos hicieron un gran esfuerzo, ya que solamente son fluentes en italiano. El grabar en español representó un verdadero reto, forzándoles a entrenarse para poder conectarse vocalmente, a un nivel emocional en un lenguaje ajeno. Respectivo a esto ellos expresaron lo siguiente:

"Cantar en español fue muy divertido, un lenguaje tan bello y que era tan nuevo para nosotros. Las palabras y el lenguaje son muy musicales y encontramos que se adaptaban bien a nuestras canciones y a nuestro género."
Sonohra.

El primer lanzamiento del disco fue Besos faciles, la versión en español de la canción Love Show con tres Bonus Tracks: L'amore (italiano), Io e te (italiano) y Love Show (inglés). Con este álbum el dúo de hermanos alcanzó los siguientes puestos en las listas de América Latina: Costa Rica (#1), Argentina (#10), México (#25) y Chile (#57). Para la presentación y promoción de su álbum viajaron el 22 de marzo a Latinoamérica y dieron conciertos en varios países (Puerto Rico, Venezuela, Colombia, Chile, Argentina, México, Estados Unidos).
El 14 de mayo viajaron de regreso a Italia y recibieron en los Premios TRL 2009 en Trieste (en los cuales tocaron la versión en inglés de su canción Io e te "In my imagination") la condecoración en la categoría Mejor Riempipiazza (Mejores en llenar plaza o mejor llenado de plaza).
EL 30 de junio dieron un concierto en la ciudad de Carpi (en la provincia de Módena) en beneficio de la comunidad siniestrada de Abruzzo (Italia) por el terremoto que allí ocurrió el 6 de abril de 2009. Este evento logró recaudar más de 10 000 euros que serán destinados al auxilio de las víctimas.
En julio colaboraron con la cantautora mexicana Yuridia en la canción Todas las noches, presente en el álbum Nada es color de rosa, que fue lanzado el 30 de septiembre en México y el 13 de octubre en Estados Unidos.
El 24 de septiembre partieron a Londres para la grabación de su segundo álbum. Será realizado en los estudios Abbey Road, célebres por haber sido utilizados por The Beatles.
El 15 de octubre resultaron ganadores en la categoría Artista Revelación en los Premios MTV Latinoamérica, convirtiéndose así en los primeros artistas italianos en ganar en esta entrega de premios.
El 2 de diciembre fue publicado en Japón L'Amor (versión japonesa de su álbum debut Liberi da sempre). Está disponible en versión CD y CD + DVD. El disco contiene la versión italiana de Yuki No Hana (flor de nieve), algunas canciones en su versión en inglés y las restantes en italiano. El DVD incluye los videos de los sencillos.
Para febrero de 2010 esta prevista la publicación de su segundo álbum, anticipada por el sencillo en italiano Seguimi o Uccidimi que se publicará pronto.
Fueron aceptados en la edición 2010 del Festival de la Canción de San Remo.

#### 2010
El 17 de febrero Sonohra lanzó su segundo álbum en italiano titulado Metà. Luca y Diego lanzaron el sencillo Baby en el escenario del Festival de Sanremo 2010, los cuales fueron eliminados en la segunda serenata. Después de esto, habrá una gira por Italia, seguida por una gira a lo largo y ancho de Italia.
Preparan su segundos disco en español para venir a América a presentarlo y ya existe un video en acústico en el cual cantan "Seguimi o Uccidimi" (sigueme o matame), interpretada por ellos en español. Lamentablemente tras un problema con su disquera este disco no fue lanzado al mercado.
Por otra parte lanzaron su primer CD completamente en inglés titulado A Place For Us, el cual el nuevo tour que están realizando lleva el mismo nombre.

#### 2011
Gira en Italia A Place For Us y grabación del tercer disco de su carrera.

#### 2012
Lanzamiento del álbum La storia parte da qui y grabación de los videoclips
- "The Sky Is Yours"
- "Si chiama Libertà" feat Hevia
- "Il re del nulla"

## Nombre del grupo
El nombre del dueto, Sonohra, termina siendo una desambiguación, ya que los hermanos eligieron ese nombre porque contiene muchos significados:
- Se llama Sonora el desierto que abarca los estados norteamericanos de California y Arizona, así como del estado mexicano de Sonora, el cual le da el nombre.
- Si se pronuncia rápidamente, toma el significado italiano de suono ora, que en español quiere decir "Toco ahora".
- Sonohra en referencia al concepto de la música sin discriminación.
- El nombre Sonohra lo eligieron ya que en español significa tocar, cantar ahora.
- Durante el Festival de la Canción de San Remo 2008 fueron elogiados por una brillante parodia por parte de Elio e le Storie Tese quienes explican acerca de la inclusión de la "H" en el nombre del grupo. Según los hermanos Fainello, la letra H le da una expresión de libertad al nombre del dúo.

## Integrantes
- Luca Fainello (nacido en Verona (Italia), el 27 de febrero de 1982)
- Diego Fainello (nacido en Verona (Italia), el 27 de noviembre de 1986)

Dentro del grupo Diego es el que compone la música y hace los arreglos y Luca escribe las letras junto a Roberto Tini, quien ha dejado de ser su representante en el año 2010. Ahora, este rol lo ocupa Enrico Garnero.
El resto de la banda de Sonohra se compone por:
- Andy Eynaud (Andy): 22 de diciembre de 1988 (27 años) [Percusión - Batería]
- Luciano Santoro(Sem): Nació el 15 de abril de 1981 (35 años) [Bajo]
- Giulio Filotto

## Estilo musical
Su género musical combina la música pop con las tendencias más recientes al lado de la música británica en canciones en el idioma italiano.
En ocasiones a este grupo se les compara con el grupo estadounidense Jonas Brothers, sin embargo, aseguraron que son un dueto que explota su influencia musical de bandas añejas como The Beatles, The Rolling Stones, Bryan Adams, Bon Jovi, B.B. King y Dire Straits.

"La combinación de nuestra juventud con los sonidos de antaño nos hacen especiales y es fácil detectar en la radio cuando tocan un tema de Sonohra y uno de The Jonas Brothers, nosotros mismos mezclamos ritmos como blues, folk, country y rock, que en el pop, bajo un estilo muy particular no existe en nadie más."
Sonohra.

## Discografía

### Álbumes
- 2008 - Liberi da sempre (Italia)
- 2008 - Sweet Home Verona (En vivo)
- 2009 - Libres - Versión en español de Liberi da sempre (Latinoamérica y Estados Unidos)
- 2010 - Metà (Italia)
- 2010 - A Place For Us (Canciones del Disco Liberi da Sempre y Metà en inglés, incluyendo la banda sonora "There's place for us" de la película "Las Crónicas de Narnia 3, La Travesia del Viajero del Alba")
- 2012 - La Storia Parte da Qui donde hablan de los problemas sociales que vivimos en la actualidad
- 2014 - Il Viaggio.
- 2015 - Il Viaggio Tour Live 2015
- 2018 - L'ultimo grande eroe

### Sencillos
| Año | Título                   | Mejor posición        | Mejor posición        | Mejor posición        | Mejor posición        | Mejor posición        | Mejor posición        | Mejor posición        | Mejor posición        | Mejor posición        | Mejor posición        | Mejor posición        | Mejor posición        | Álbum                 |                       |                       |                       |                       |                       |                       |                       |
| Año | Título                   | Italia                | Argentina             | Colombia              | Chile                 | México                | Ecuador               | Costa Rica            |                       | Paraguay              | Perú                  | Brasil                | Billboard Latin pop   | Álbum                 |                       |                       |                       |                       |                       |                       |                       |
| Sencillos en italiano | Sencillos en italiano    | Sencillos en italiano | Sencillos en italiano | Sencillos en italiano | Sencillos en italiano | Sencillos en italiano | Sencillos en italiano | Sencillos en italiano | Sencillos en italiano | Sencillos en italiano | Sencillos en italiano | Sencillos en italiano | Sencillos en italiano | Sencillos en italiano | Sencillos en italiano | Sencillos en italiano | Sencillos en italiano | Sencillos en italiano | Sencillos en italiano | Sencillos en italiano | Sencillos en italiano |
| --- | ------------------------ | --------------------- | --------------------- | --------------------- | --------------------- | --------------------- | --------------------- | --------------------- | --------------------- | --------------------- | --------------------- | --------------------- | --------------------- | --------------------- | --------------------- | --------------------- | --------------------- | --------------------- | --------------------- | --------------------- | --------------------- |
| 2008 | "L'amore"                | 6                     | —                     | —                     | —                     | —                     | —                     | —                     | —                     | —                     | —                     | —                     | —                     | Liberi da sempre      |                       |                       |                       |                       |                       |                       |                       |
| 2008 | "Love Show"              | *                     | —                     | —                     | —                     | —                     | —                     | —                     | —                     | —                     | —                     | —                     | —                     | Liberi da sempre      |                       |                       |                       |                       |                       |                       |                       |
| 2008 | "Salvami"                | 34                    | —                     | —                     | —                     | —                     | —                     | —                     | —                     | —                     | —                     | —                     | —                     | Liberi da sempre      |                       |                       |                       |                       |                       |                       |                       |
| 2009 | "Seguimi o Uccidimi"     | 1                     | —                     | —                     | —                     | —                     | —                     | —                     | —                     | —                     | —                     | —                     | —                     | Metà                  |                       |                       |                       |                       |                       |                       |                       |
| Sencillos en español |                          |                       |                       |                       |                       |                       |                       |                       |                       |                       |                       |                       |                       |                       |                       |                       |                       |                       |                       |                       |                       |
| 2009 | "Besos Fáciles"          | —                     | 10                    | 21                    | 57                    | 25                    | 18                    | 1                     | 26                    | 21                    | 12                    | —                     | 31                    | Libres                |                       |                       |                       |                       |                       |                       |                       |
| 2009 | "Buscando L'amor"        | —                     | 16                    | —                     | —                     | 40                    | —                     | —                     | —                     | —                     | —                     | —                     | —                     | Libres                |                       |                       |                       |                       |                       |                       |                       |
| Sencillos en inglés |                          |                       |                       |                       |                       |                       |                       |                       |                       |                       |                       |                       |                       |                       |                       |                       |                       |                       |                       |                       |                       |
| 2009 | "Love Show"              | —                     | —                     | —                     | —                     | —                     | —                     | —                     | —                     | —                     | 52                    | —                     | —                     | Love Show             |                       |                       |                       |                       |                       |                       |                       |
| 2010 | "Baby"                   | 1                     |                       |                       |                       |                       |                       |                       |                       |                       |                       |                       |                       | Metà                  |                       |                       |                       |                       |                       |                       |                       |
| 2010 | "Good Luck my Friend"    | 1                     |                       |                       |                       |                       |                       |                       |                       |                       |                       |                       |                       | Metà                  |                       |                       |                       |                       |                       |                       |                       |
| 2011 | "There's A Place For Us" | *                     | —                     | —                     | —                     | —                     | —                     | —                     | —                     | —                     | —                     | —                     | —                     | A Place For Us        |                       |                       |                       |                       |                       |                       |                       |
| 2011 | "Let Go"                 | *                     | —                     | —                     | —                     | —                     | —                     | —                     | —                     | —                     | —                     | —                     | —                     | A Place For Us        |                       |                       |                       |                       |                       |                       |                       |
| 2012 | "The Sky Is Yours"       | *                     | —                     | —                     | —                     | —                     | —                     | —                     | —                     | —                     | —                     | —                     | —                     | A Place For Us        |                       |                       |                       |                       |                       |                       |                       |
| "—" significa que el álbum no llegó o ha llegado a los charts o no fue lanzado * significa posición desconocida en los charts |                          |                       |                       |                       |                       |                       |                       |                       |                       |                       |                       |                       |                       |                       |                       |                       |                       |                       |                       |                       |                       |

### Colaboraciones
- 2009 - Todas las noches con Yuridia del álbum Nada es color de rosa.
- 2012 - "L'amore s'impara" para el disco de Roberta Di Lorenzo Su questo piano che si chiama Terra.
- 2012 - Si chiama libertá con Hevia del álbum La storia parte da qui.
- 2012 - "Il re del nulla" con Michael Adrian del álbum La storia parte da qui.
- 2012 - "Nuda Fino All'Eternità con Secondhand Serenade La storia parte da qui.

### Tours
- 2008- Tour Liberi da sempre  (Italia)
- 2009- Tour "Libres" 2009 (Latinoamérica y Estados Unidos)
- 2010–2011- Tour "A Place For Us" (Italia)

## Videografía
- Liberi Da Sempre
- L'Amore
- Love Show
- Salvami
- Besos Fáciles
- Buscando L'Amor
- Seguimi O Uccidimi
- Baby
- Good Luck My Friend
- Theres A Place For Us
- Let Go
- The Sky Is Yours
- Si chiama Libertà
- Il re del nulla
- Il viaggio
- Cos'è la felicità
- Oltre i suoi passi
- Continuerò
- Destinazione mondo
- Per ricominciare
- Mi página nueva (lyric video)
- Come un falco che va nel suo cielo
- L'ultimo ballo lento
- Un gioco di parole
- Con una foto di James Dean
- Ciao
- All of my soul
- Arizona

## Nominaciones y premios
En negrita los premios ganados.
- 2008 - Categoría "Joven" en Festival de la Canción de San Remo
- 2008 - "Mejor Artista Nuevo" a los Premios de TRL
- 2008 - Nickelodeon Kids' Choice Awards: Tormentone del año con "L'amore"
- 2008 - Disco de Oro: 50.000 copias vendidas del álbum debut Liberi da sempre
- 2008 - Disco de Platino: 75.000 copias vendidas del álbum debut Liberi da sempre
- 2008 - Giffoni All Music Teen Awards
- 2008 - MTV Europe Music Awards 2008: candidato en la categoría al "Mejor Artista italiano"
- 2009 - Disco de Oro "Sweet home Verona"
- 2009 - Mejor sencillo #1 del año en los Premios TRL 2009
- 2009 - Mejor artista TRL del año en los Premios TRL 2009
- 2009 - "Best Riempipiazza" en los Premios TRL 2009
- 2009 - Wind Music Awards 2009 - Premio Fondazione Arena di Verona
- 2009 - Artista Revelación en los Premios MTV Latinoamérica
- 2010 - Artista Pop Revelación en los Premios Lo Nuestro